# Contea di Castell'Ottieri
La contea di Castell'Ottieri ha rappresentato per alcuni secoli una piccola entità indipendente situata all'estremità sud-orientale dell'attuale provincia di Grosseto. Confinava con la Contea di Pitigliano, la Contea di Santa Fiora, il Granducato di Toscana e lo Stato Pontificio.

## Storia

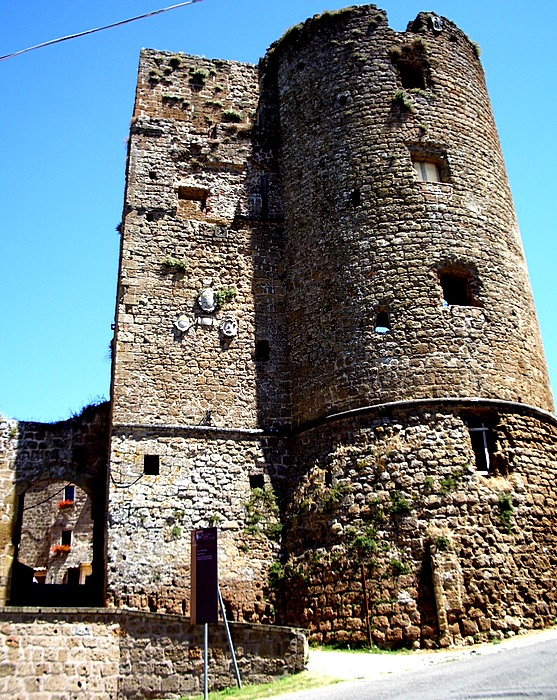
La rocca di Castell'Ottieri

La contea comprendeva inizialmente quattro località situate attualmente nella parte settentrionale del territorio comunale di Sorano. Oltre alla "capitale" Castell'Ottieri, vi facevano parte San Giovanni delle Contee, Montorio (luogo di origine della famiglia) e il castello di Sopano, quest'ultimo abbandonato per cause ancora da accertare tra la fine del Trecento e gli inizi del Quattrocento.
Il feudo si estendeva in una strategica zona cuscinetto, compresa in epoca medievale tra i domini degli Aldobrandeschi e le mire espansionistiche di Orvieto e Siena; nei tempi successivi, aveva instabili rapporti di vicinato con la repubblica di Siena, con la contea di Pitigliano e con quella di Santa Fiora, prima aldobrandesca e poi sforzesca.
Gli Ottieri riuscirono a mantenere intatti i confini della loro piccola contea dall'XI-XII secolo fino all'epoca moderna, grazie ad una efficace attività diplomatica che portò a concludere vari accordi con i governanti degli Stati confinanti; soltanto l'estinzione naturale della famiglia Ottieri determinò la fine politica del loro feudo nello scenario politico del tempo.
Non pochi furono gli atti di accomandigia stipulati tra la contea degli Ottieri e i vicini Stati, soprattutto con il granducato di Toscana, per essere tutelata in caso di assedio. Gli Ottieri risiedevano principalmente nella rocca e, nel periodo estivo, a San Giovanni delle Contee in un edificio chiamato tuttora "palazzo reale" o nel castello di Montorio. Il luogo di sepoltura era nella locale cinquecentesca chiesa di San Bartolomeo, fatta costruire dal vescovo Sinolfo Ottieri, tesoriere del papa Sisto V e fratello del conte Guido II.
Sono da ricordare gli accordi compiuti con gli Aldobrandeschi in epoca medievale; nel 1417 con Ranuccio Farnese che aiutò a fermare l'avanzata senese verso le vicine Pitigliano e Sorano; con la repubblica di Siena durante il periodo rinascimentale che favorirono l'invio di artisti senesi anche nei periodi seguenti (affreschi cinquecenteschi e seicenteschi della chiesa di San Bartolomeo a Castell'Ottieri); infine con i Medici, affinché la contea rimanesse indipendente nell'ambito territoriale del granducato di Toscana.
Nel 1551 il conte Sinolfo I promulgò un nuovo statuto che assunse la forma della <<carta libertatis>> proclamandosi formalmente signore assoluto, nel senso che da quel momento soltanto la sua volontà sarebbe stata fonte del diritto.
Nel 1616 Cosimo II de' Medici, granduca di Toscana, annetté la contea degli Ottieri e concesse a Sinolfo II il marchesato di Rigomagno (1616-1622) che rientrerà presto nei domini medicei.

## Conti di Castell'Ottieri (1381-1616)[7]
| N° | Titolo | Nome                     | Dal  | Al   | Note |
| 1  | Conte  | Giovanni Piero I Ottieri | 1381 | 1384 | |
| 2  | Conte  | Pietro I                 | 1384 |      | famiglia Ottieri di Sala                                                                                 |
| 3  | Conte  | Sigismondo I             | 1409 |      | |
| 4  | Conte  | Nicola I                 | 1415 |      | con Giovanni I                                                                                           |
| 5  | Conte  | Giovanni I               | 1415 |      | con Nicola I                                                                                             |
| 6  | Conte  | Guido I                  | 1463 |      | |
| 7  | Conte  | Guido II                 | 1510 |      | |
| 8  | Conte  | Guglielmo I              | 1530 |      | |
| 9  | Conte  | Flaminio I               | 1540 |      | con Orazio I                                                                                             |
| 10 | Conte  | Orazio I                 | 1540 |      | con Flaminio I                                                                                           |
| 11 | Conte  | Sinolfo I                | 1551 |      | concesse lo statuto                                                                                      |
| 12 | Conte  | Flaminio II              | 1598 |      | |
| 13 | Conte  | Sinolfo II               | 1610 | 1616 | ultimo conte sovrano, poi marchese di Rigomagno (1616-22); la contea fu annessa al Granducato di Toscana |

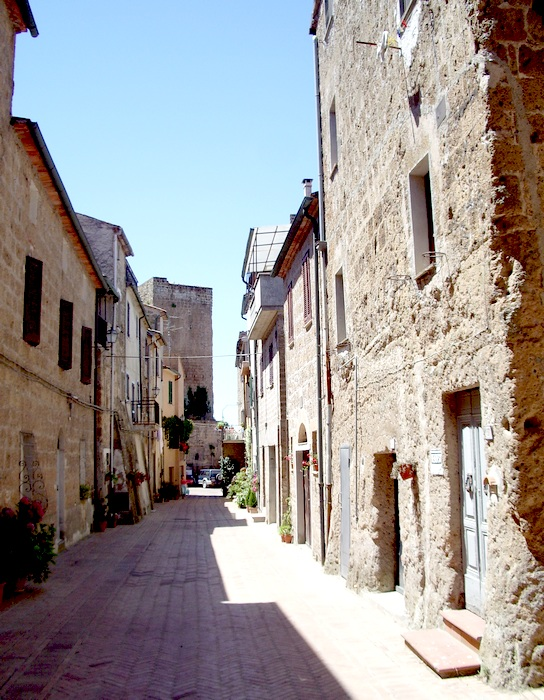
Il borgo medievale di Castell'Ottieri
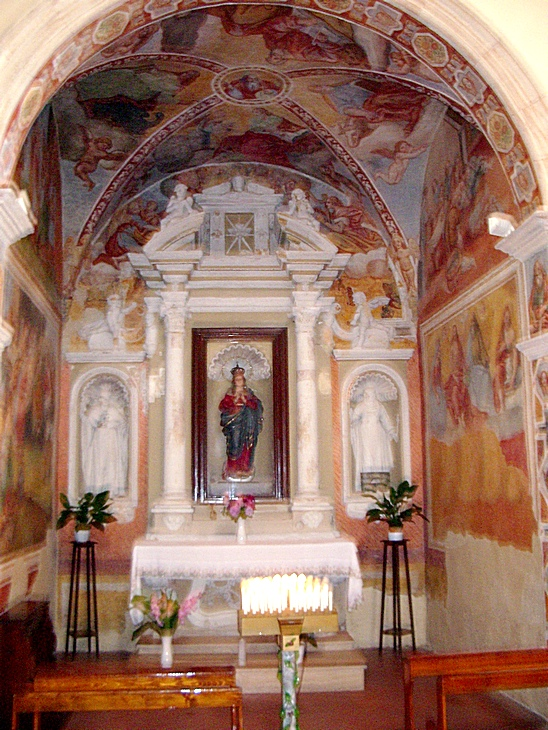
Chiesa di San Bartolomeo (Castell'Ottieri)
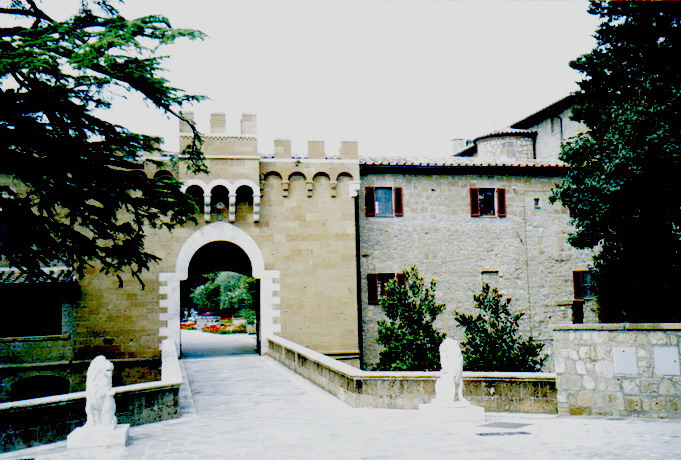
Il castello di Montorio: ingresso al borgo
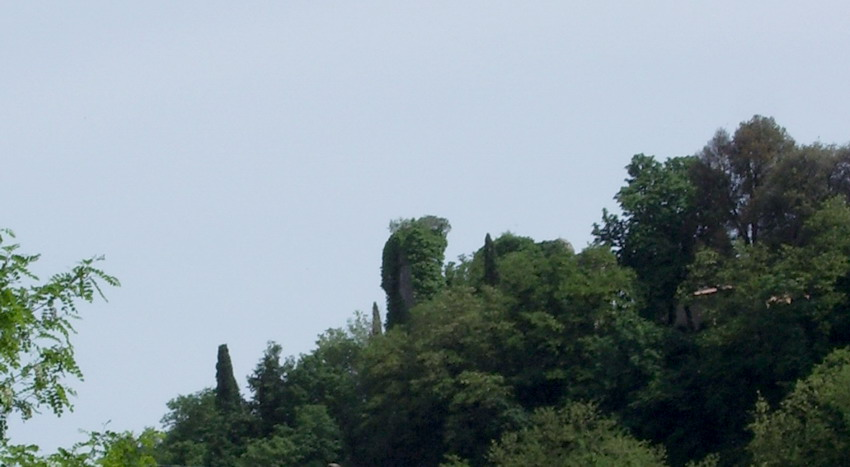
La torre del castello di Sopano